# Мюллер, Макс фон
Макс риттер фон Мюллер (нем. Max Ritter von Müller; 1 января 1887 — 9 января 1918) — германский лётчик-истребитель, один из лучших асов Первой мировой войны с 36 сбитыми самолётами противника, кавалер ордена «Pour le Mérite».

## Биография
Макс Мюллер родился в Баварии в Роттенбурге-на-Лабере восьмым ребёнком в семье торговца Макса Мюллера и его жены Маргарет. По окончании школы занимался у мастера кузнечного дела. Много внимания уделял спорту. В возрасте 20 лет вступил в 1-й королевский Баварский пехотный полк и в 1911 году переведен в инженерный отряд. 1 декабря 1913 года по собственному желанию приступил к обучению лётному мастерству. Свидетельство пилота получил до Первой мировой войны 4 апреля 1914 года. В период с 1915 года по май 1916 года выполнил более 160 боевых вылетов, получил звание Официрштелль-фертретера.
После прохождения обучения в школе пилотов в Мангейме был переведен в истребительную авиацию. 1 сентября 1916 года прибыл в Jagdstaffel 2. Свою первую победу в воздушном бою одержал 10 октября 1916 года над британским аэропланом. В конце января 1917 года Мюллер был переведён во вновь созданную Jagdstaffel 28, где одержал много воздушных побед, став вскоре самым результативным пилотом этой эскадрильи. За заслуги в виде исключения Максу фон Мюллеру 26 августа 1917 года было присвоено звание лейтенанта, которое впервые присваивалось офицеру без окончания военной школы. Орденом Pour le Mérite был награждён 3 сентября 1917 года после одержанных к тому времени 27 побед. После получения ордена Мюллер решил вернуться в эскадрилью Бёлке — Jasta 2. Прибыв в эту эскадрилью 3 ноября 1917 года, он временно принял на себя командование ею после гибели 6 января 1918 года её командира лейтенанта Вальтера фон Бюлова-Боткампа.
Через 3 дня после принятия командования над Jasta 2 Макс фон Мюллер на своём Albatros D.III в воздушном бою с английским самолётом-разведчиком Royal Aircraft Factory R.E.8 над Мурследе в Западной Фландрии был сбит. Самолёт, пылая огнём, разбился при ударе о землю. Сам Макс фон Мюллер погиб. Личные вещи и тело Макса фон Мюллера были увезены в родной город. Там он был похоронен. Его дневник передан мэру города и переведён на современный язык.
Награждение Военным орденом Максимилиана Иосифа произошло после смерти Макса фон Мюллера, задним числом, 11 ноября 1917 года, что давало Максу фон Мюллеру дворянский титул и именование «Рыцарь» после его смерти.

## Память
- Макс риттер фон Мюллер является почетным гражданином города Роттенбурга-на-Лабере с 23 сентября 1917 года[4].
- На средства города построен и содержится надгробный памятник на кладбище Bergfriedhof. Могила Макса находится рядом с его семейным склепом. Надпись на его могиле гласит[4]:

Здесь покоится с Богом лётчик лейтенант Макс Мюллер, Рыцарь Военного ордена Максимилиана Иосифа и медали «За Храбрость»
- Именем Макса фон Мюллера названа главная улица города — Макс-фон-Мюллер-штрассе (Max-von-Müller-Str.)[4].

## Награды

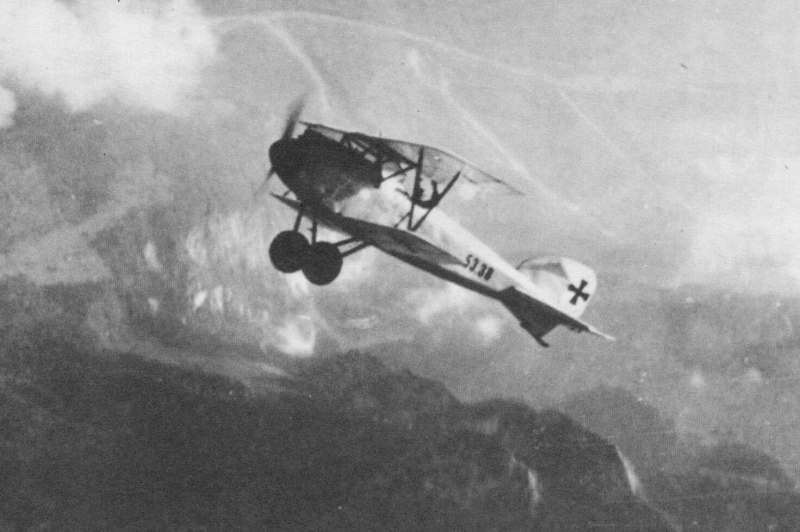
Albatros D III

- Знак военного летчика (20 апреля 1914) (Королевство Бавария)
- Железный крест (1914) 2-го класса (13 сентября 1914) (Королевство Пруссия)
- Крест «За военные заслуги» 3-го класса с короной и мечами (14 января 1915) (Королевство Бавария)
- Железный крест (1914)  1-го класса (Королевство Пруссия)
- Медаль «За храбрость» в серебре (18 февраля 1916) (Королевство Бавария)
- Медаль «За военные заслуги»[нем.] в золоте (28 июня 1917) (Королевство Вюртемберг)
- Королевский орден Дома Гогенцоллернов кавалерский крест с мечами (нем. Kreuz der Inhaber mit Schwertern) (14 июля 1917) (Королевство Пруссия)
- Орден «Pour le Mérite» (03 сентября 1917) (Королевство Пруссия)
- Медаль «За храбрость» в золоте (16 сентября 1917) (Королевство Бавария)
- Военный орден Максимилиана Иосифа рыцарский крест (7 ноября 1918, посмертно от 11 Ноября 1917) (Королевство Бавария)